# 魔人〜DEVIL〜
「魔人〜DEVIL〜」（デビル）は、大暮維人による日本の漫画作品。『週刊少年マガジン』（講談社）にて1999年29号から連載、その後『マガジンSPECIAL』（同）に移り2001年9号まで連載した。単行本は全2巻。

## 概要
生物がウイルスに感染することで生まれる「魔人」やその頂点に立つ「魔神」をめぐるSF漫画。

## ストーリー

### あらすじ
人類の進化か、それとも突然変異か、闇の中で蠢く「魔人」と呼ばれる異形の者たちが、夜と朝の狭間に蠢き、夢と現を往来し、T市の裏世界「魔人街（デビルストリート）」に蔓延っていた。図らずも、魔人となってしまった一人の男と魔人の頂点「魔神」に魅入られた一人の少年が「死」を許されないモノとなった恨みと悲しみを抱え、紫色の空の下、異形の者たちと戦い続ける。そしてその戦いはいつしか「人類究極の進化形とは、死なないこと？」という生きとし生けるものすべての在り方を問う人類究極の戦いに発展していく。

### 前半
「奴の血を飲んだ時から、オレの命のDNAが書き換えられた……」
暴走族の哲はある日、得体の知れない化け物が人を食べている所に遭遇し、その化け物に殺されてしまう。ところが火葬寸前で突然生き返る。だがその体は痛みを感じず、傷もすぐに治る異質なものに変化していた。

### 後半
「デコッパ、テメェの小せえ頭ですべて理解できるほど世界はセコくねェ……」
高校生の出虎 一八はある日、得体の知れない2人組とすれ違った際になぜかおでこが急に切れてしまい、その傷は頭の中に突然響いてきた「声」の導きで偶然出会った蜘蛛のような怪物と戦っていくうちに蝙蝠のような形状に広がっていった。その事件をきっかけに魔人街の住人達が起こす様々な事件と自身の頭の中に隠された重大な秘密をめぐる争いに巻き込まれていく。

## 用語

### 魔人ウイルス
感染した生物を「死なない」ように遺伝子を組み替える能力を持った未知のウイルス。様々な種類のウイルスがあり、感染すると様々な突然変異が起きる。宿主が死にかけると暴走し宿主を無理やり生かそうとしてその宿主の肉体の組成を強制的に作り替えて殺意のままに暴れ狂う怪物に変えてしまう。また、たとえ魔人の本体（オリジナル）から感染しても殆どは不完全な擬似種子（コピー）のままやがては狂って死んでしまう。さらには、このウイルスに抵抗できなかった生物はウイルス本来の変化とは異なる変化を起こし、最初から醜い化け物と化してしまう。

### 魔人
ウイルスに感染し、突然変異を起こした生物の総称。その殆どが世界各国で伝承される悪魔や妖怪の如き異形の形態や特殊な能力を持ち、脳の大きさに合わない知能の著しい発達、痛みを感じず、怪我がすぐ治る強靭な肉体、特殊な働きをする生体器官など、様々な変化をした種類がいる。また、人の血肉を欲するよう（食人鬼）になってしまう場合もある。そして、本体が死亡した場合は擬似種子も全滅する。

### 魔神
魔人の頂点に立つ究極の生命体。別名「ホワイテッド・ヴァンパイア（蒼白の吸血鬼）」。

## 登場人物

### 前半登場人物
哲
本作前半の主人公。烈鬼魔王という暴走族のヘッド。「狂王」「殺鬼」「暴帝」「餓狼拳」「魔人」等さまざまなあだ名と伝説を持つ。
父親が心不全で死んでおり、母親のパートだけでは家計が苦しいので新聞配達をしている。そのため夜は暴走族、朝になるとそのまま新聞配達をし、家に帰るという生活をしている。
血の繋がってない妹がいて、「こちら側（族）には巻き込みたくない」「いつまでもこんなことしてられない」と言うなど妹のことを思っている。
新聞配達の途中に謎の魔人に襲われ、その際抵抗して噛みついた際に血を飲み、ウイルスに感染して魔人（魔神の息子）になる。
後半では目と口が線ファスナーで塞がれた仮面で顔の模様を隠し、魔人狩りを行っている。その情け容赦ない戦いぶりから他の魔人達にその名を知られ、恐れられている。
里美
哲の妹。中学生。血は繋がっていない。
兄に兄弟以上の好意を持っており、「単車のケツに乗せてくれ」「高校に入ったら族を作りたい」と言っているが、兄に小娘（ガキ）扱いで一蹴される。
魔人となった兄に襲われ食べられそうになるが、兄が正気に戻ったことで助かるも、その際に兄に傷つけられたことでウイルスに感染して魔人になる。
兄の体のことを調べ、ウイルスのせいではないかと気づくなど頭は良い様子。
後半ではネコを食べすぎたためにネコ娘に変化し、哲と行動を共にしている。その表情は常に憂いを帯びている。
サトシ
哲の親友で烈鬼魔王のメンバー。女ったらしでキス魔。
謎の魔人によって魔人（魔神の息子）にされ、里美を殺害したことで激昂した哲に半殺しにされたことで暴走してしまうも、哲の抱擁で人の心を取り戻し、最期は安らかな顔で死んでいった。
最終回で、魔神から解放された魂の中にサトシの顔が存在した。
謎の魔人
顔に傷があり頭にバンダナを巻いた謎の男。哲を魔人にした原因。その正体は魔人の頂点に立つ存在「魔神」であり、300年にわたり独りで生きてきた。
後半では自身を地球初の情報生命体に進化させ、全人類の脳を「喰らい」、世界と一つになるため、いつの間にか一八に寄生してその脳回路を利用していたが、その一八の機転によって自身も気がつかなかった弱点（詳細は後述）を突かれ、滅び去った。

### 後半登場人物
出虎 一八（いでとら かずや）
本作後半の主人公。T市の白銀高校の生徒。あだ名はデコッパだが、そう呼ばれることを嫌っている。
2人組の魔人とすれ違った際になぜかおでこが急に切れ絆創膏を貼っている。その傷が出来てから様々な魔人が起こす事件に巻き込まれていく。
父親は生物学者で、自身もIQ200を超えると言われる天才。戦闘能力は持たず身体能力も人並みだが、圧倒的な知識と機転の持ち主。たとえ魔人であってもその生物的特性を瞬時に見抜き、身近にあるものを応用して撃破する。決め台詞は「どうやら人間（僕）の敵ではなかったようです」。
芦原 萠（あしはら ともえ）
T市の白銀高校の生徒。一八と同じクラスの生徒。
本人も気が付かないうちに大学生の彼氏の子を妊娠しており、それがきっかけで一八とともに事件に巻き込まれていく。
ナオヒサ
大学生。萠の彼氏だが、他にも彼女がいるらしい。正体は魔人（クモ男）だった。
作中屈指の美形であり、一部の女性読者に人気があった。
林
一八の伯母。
白銀高校の校医をバイトでやっているが、本来の職業は生物学者。従って、よく一八に頼んで弟の研究データを無断で貸してもらうなどしている。異性関係が豊富らしい。
虫には弱いが哺乳類（げっ歯類）には強く、本人曰くメス投げはブラックジャック並み。
魔神のとの最終決戦では彼女が一八の依頼で作成したプログラムが重要な役割を果たした。
ハリー
リスの様な小動物の魔人。同一族の生き残り。関西弁を話す。ピンチになると自分だけすぐに逃げる。
魔人の依頼を受け、便利屋のようなことをしており、クモ男が死んでからは一八の家の居候となり、一八に仕事を手伝わせるようになった。
モデルは作者のペット。
はる
萠の中学時代の親友。魔人（ろくろ首）。
中学生の時は体が弱かったが、最近ウイルスに感染してハカセの配下になった模様。魔人の力を使って盗みを行っていたが、そのことで賞金首になってしまい、ハリーに追われる。
同族に逆恨みされて襲われた萠を体を張って助け、萠を安心させた。
魔神との最終決戦では自らを完全に滅ぼす術を見つけ、実行した一八を止めようと襲いかかる魔神に哲や仲間の魔人たちと共に立ち向かった。その際に自分を含め、ハカセに従う者たちは皆彼と出会えたことで死と戦う「力」を得ることが出来たと語っており、一八は進化とは死を排除するためではなくこの力を手に入れるために行われるという自身の推測を魔神に語った。
ハカセ
魔人に並々ならぬ興味を示し、T市の地下に巨大な秘密研究施設を構え、魔人ウイルスの培養やその感染サンプルの確保、魔人の標本調査と人体実験を繰り返している謎のマッドサイエンティストで、常に手術用の服を着ている。今まで自らが創り出してきた多数の魔人を自身の配下として従えている。
偶然地下の研究所を発見した魔神の息子達に研究所を壊されてしまったため、一八とその頭の中に寄生している魔神に近づくために非常勤の数学教師として白銀高校に赴任してきた。授業ではなぜか解剖の授業しかやらない。
18歳の頃にイングランドに留学していたときに舌食い（タンイーター）と呼ばれる魔人と出会ったことがきっかけで魔人の魅力に取り憑かれ、以来20年以上に渡り魔人研究に没頭するようになった（ハカセ曰く「何から何まで未知の生物だったため、人体実験以外に研究の方法がなかった」とのこと）。
高度なクローン技術を持っているらしく、たとえ死んでしまっても頭さえ無事なら復活できる。ただし、本人は魔人ではない。
横山
高校教師、科目は理II。ハカセの配下と思われる魔人の女子高生を援助交際しようとした所、感染してしまい、軟体類のような魔人と化してしまった。
街中で「出会い系サイトで女子高生を喰おうとして逆に食べられてしまった」とハカセに紹介されてしまう。
ハカセに復讐すべく襲い掛かるもハカセの配下の下半身が大蛇になる魔人に捕らえられ、ハカセに実験体として屠られてしまった。

### 登場する魔人（作中に呼称あり）
魔神
魔人の頂点に立つ存在。
今まで喰い殺した人間の魂（エクトプラズム）から創り出した「ゼクト」「ゴラエス」「ランブレツタ」の３匹の黒犬を身にまとい、蒼白い体と背中に生えたコウモリのような4枚の翼が特徴の戦闘形態に変身することで、体の形を変化させてあらゆる生体器官を作り出すことができる。
全身を葉巻のように変化させてミサイルのように体当たりしたり、プラズマになるまで圧縮した空気を腕から放出したり、超高周波を口から発生させたりした。
前半ではT市で夜明けごとに人間を襲っては骨だけになるまで食い尽くしていた（これは証拠を隠すための手段というよりは新たな感染者を産まないための予防法だった）が、哲の生命力とその心の闇に真の魔人の素質を見出し、哲とその仲間達を魔神の息子に仕立て上げた上で自分と同じ世界に引き入れようとしたが、最後の最後に「闇の力では本当に大切な物は守れない」と悟った哲に裏切られ、悔しそうな表情を浮かべながら街を去っていった。この事件は表向きには未解決の連続行方不明事件とされている。
後半では魔人ウイルスという不安定で低確率な繁殖方法と肉体を捨てることで自身を無限に自己（脳内分子の電子信号に変換された全ての肉体と記憶の情報）を増殖できる電子情報体に進化させ、一八に寄生して深層意識の底からその脳回路を利用することで全人類の脳を支配する能力を獲得した。
一八の精神を言葉巧みに操り、その肉体を乗っ取ることで復活を果たしたものの、ハリーの妨害によって失敗、再び深層意識の底に閉じ込められてしまう。その後、夢魔を使って魔神に会いに深層意識の底に一八と共にやって来たハカセの意識を乗っ取る事で完全復活を果たし、ハカセの号令でやって来た魔人達を圧倒的な力で叩きのめし、魔神の息子達とも対等以上に渡り合ったが、一八にアポトーシスを活性化させるフラボタンパク質の振動データの詠唱を受けたことで自滅した（一八曰く「生命は死と向かい合っているからこそ強いのです。不死の欲望に喰われたあなたは生命として限りなく弱い」とのこと）。それによって体組織を構成していた魂も解放され、乗っ取られていたハカセも元に戻り、哲の顔の模様や空を覆っていた紫の雲も消滅した。
魔神の息子
魔神から直接感染した魔人。作中に哲とサトシの２人が登場。
魔神と同じく体の形を変化させることであらゆる生体器官を作り出すことができる。
哲は妹が変化したネコ娘との連携攻撃を得意とし、ネコ娘の超音波を両手から圧縮空気の壁を作ることで高速反響させ、指向性を持たせることで魔神のプラズマ弾を吹き飛ばすほどの威力を持つ音の槍として放出した。
サトシは人の血を好むようになり、里美を仲間に加えようとして殺害したため、激昂した哲に下半身をバイクで潰されたことで瀕死になり暴走し、顔は髑髏で六角形の骨格を広げ、その下から骨の触手を無数に伸ばして人の血をミイラになるまで吸い尽くす怪物になってしまい、哲に殺された。
ネコ娘
ネコを食べすぎたために変化した魔人。魔神の息子の亜種に相当する。
歌（声）で様々なことを起こすことができる。
傷を即座に治したり、魂を呼ぶ、他人を夢の中に入れるなどをした。
クモ男
蜘蛛に似た魔人。頭胸部に人間の頭部を有する。
人の形と蜘蛛の形の両方を取ることができ、女性の体に卵を産み付けることで自身の子供を産ませることができる。その子供の腹部には人間の胎児が透けて見える他、人の顔から粘着性の強い糸を吐いたり、複数で合体して人間に擬態することができる。
女性を誑かして卵を産み付け、産ませた後そのまま餌とし、数を増やしながらT市の魔人街で横暴を働いていた。
子供の１匹を謎の声に導かれるままデッキブラシで殺してしまった一八の秘密と正体をいち早く見抜き、子供たち総出で一八に挑むが蜘蛛の呼吸器の単純さをつかれ、子供たちをガス中毒にされそのガスに着火され爆破。
その後ネコ娘が自身の影から召喚した今まで殺した人間の魂に体の大半を食われ、魔人の息子に本体の蜘蛛を踏み潰された。
リス男
小動物の魔人。
脳の大きさに合わない高い知能を持ち、人語を解する。クモ男が天敵で数が少なくなっている。
風牙（フーガ）
狼の様な魔人。たった一人の生き残り。かつては雪国の小さな荒屋で母親と一緒にひっそりと暮らしていた。
人の形と狼の形の両方を取ることができ、高速振動させた刃状の髪の毛を振るうことで真空波（鎌鼬）を飛ばすことができる（どちらの姿でも可能）。
かつてハリーに死にかけの母親のために里で良く効く薬を買ってくるよう依頼したことがあり、その時にハリーが報酬と称して持っていった宝石のブレスレット（正確にはその中に隠されていた亡くなった母親とのたった一葉の写真）を取り返しに一八の家で暴れるが、地下室で密閉空間での真空の移動を逆手に取られ自分の真空波に切り刻まれてしまう。そして一八から「宝石は返しますからハリーを許してやってください」と言われ、写真を口にくわえて静かに帰っていった。
ろくろ首
正確には人間の頭と背骨のみで活動できる魔人で、ハカセの配下の一種。
体がないと数日しか生きられず、他人の体を奪うこともできるがその場合は体が腐っていってしまう。
人間よりは身体能力が高く、唾液でガラスを溶かすことができる。
作中では窃盗や殺人などの悪事を働いていたが、ハリーによれば本来は人畜無害な種族らしい。
鬼巌鉄（ギガンテス）
神話時代の怪物。ハカセの配下の魔人の中では最強の戦闘力を持つ警護魔人（ガーディアン）。ドクロのような顔と体中にある継ぎ目のような極低周の超音波発生器官が特徴。
通常は強靭な肉体と巨大なペンチを使った戦法で戦うが、危機に陥ると、体中の器官から超低周波を発生させ、周りの物体を分子レベルで共振させることで破壊する。その破壊力は水を常温で沸騰させ、コンクリートを微塵に粉砕するほど。古代人はその絶対的破壊力に畏怖と敬意を込めて神々の鉄槌（トゥール・ハンマー）と名付けた。また、この器官は出力を抑えることでコウモリやイルカのようにレーダーとして使用することが出来る。
魔神に自身の超低周波を超高周波で中和され、動揺しているところにプラズマ弾を撃たれたことで瀕死になり暴走して、一八にハウリングを利用され自爆した。
夢魔（インキュバス）
脳のみのクラゲの様な魔人で、ハカセの配下の一種。
知能は殆どないが、頭につけることで他人の脳波と波長を合わせ、精神の中（夢）に入ることができる。
2人以上でも使えるため、深層意識の底に眠る魔神とコンタクトするために使用されたが、その能力を魔神に逆利用されてしまう。
萠に気持ち悪いと棒で叩かれ虫の息になった。その後の生死は不明。

### 登場する魔人（呼称なし）
包帯を巻いた手足の長い魔人
ハリーの仕事仲間。肘が両腕に2つづつ存在する。知能はあるようだが言葉は喋らない。
常に2体以上で行動する模様。
右足のみの魔人
本体から分離して動き回っていた魔人。膝に顔があり、股関節から細い腕が伸びている。
ハリーが本体から依頼を受け、一八が捕獲したが、その本体が魔人かは不明。
下半身が大蛇になる魔人
人間の姿をしているが、下半身を大蛇に変化させることができる。
ハカセの配下の一種で、下半身が大蛇の胴体になっているタイプと巨大なコブラの頭に人間の上半身が付いているタイプが存在し、内後者は常に二人ひと組でハカセのボディーガードを行っている。
上半身が軟体類のようになる魔人
上半身がはがれるように軟体類の手のようになる。
ハカセの配下の一種と思われる。
鳥の様な魔人
ハカセの配下の一種で、ハカセの号令の下魔神を止めるために出現したが、魔神のプラズマ弾で倒された。
カブトムシの様な魔人
ハカセの配下の一種で、ハカセの号令の下魔神を止めるために出現し、魔神の息子達の力に驚愕した。
赤鬼の様な魔人
ハカセの配下の一種で、ハカセの号令の下魔神を止めるために出現した。

## 単行本
デラックスコミックスより全2巻。
1. 2001年6月発売 ISBN 978-4063344196
2. 2001年10月発売 ISBN 978-4063344660

少年マガジンコミックスより新装版全2巻。
1. 2006年7月14日発売 ISBN 978-4063637014
2. 2006年7月14日発売 ISBN 978-4063637021